# Château de Chabert
 (avril 2019).
Si vous disposez d'ouvrages ou d'articles de référence ou si vous connaissez des sites web de qualité traitant du thème abordé ici, merci de compléter l'article en donnant les références utiles à sa vérifiabilité et en les liant à la section « Notes et références ».
Le château de Chabert, aujourd'hui château de Boën - Musée des Vignerons du Forez, est un édifice du XVIIIe siècle situé à Boën-sur-Lignon, dans le département de la Loire en région Auvergne-Rhône-Alpes. Le château en lui-même a été classé monument historique par arrêté du 9 septembre 1943 ; la cour d'honneur, les pavillons d'angle et la grille d'entrée ont été inscrits par arrêté du 16 novembre 1989.

## Historique
Le château est commandé en 1779 par Jacques-Marie Punctis de la Tour à l’architecte italien Michel Dal Gabbio. 
La construction du château est terminée en 1786. C'est le dernier château construit avant la Révolution dans la région Rhône-Alpes. 
La commune achète le château en 1934.
Entre 1940 et 1970, le château a des utilisations variées : caserne, école primaire, cantine scolaire, siège d’association. 
La municipalité décide la restauration du château en 1977. En parallèle, l'association "Le Château de Boën" se créée, considérée comme une société savante d'histoire et d'archéologie.
Le nouveau musée de la Vigne ouvre en 2002.
En 2003, le Château Musée est labellisé Tourisme et Handicap.
En 2011, le Château Musée de la Vigne devient le Château de Boën - Musée des Vignerons du Forez.
En 2016, l'association "Le Château de Boën" est dissoute.

## Architecture
Le bâtiment est construit dans une architecture néoclassique. Le château possède une salle à décor style Louis XVI.